# Sarati
Sarati je umetna pisava angleškega pisatelja in jezikoslovca J.R.R. Tolkiena. Ime Sarati je kvenjsko. Po legendi iz Srednjega sveta jo je ustvaril Rúmil iz Tiriona leta 1179 (v. l.) kot prvi pisni sistem na Ardi. Po njenem izumitelju se pisava imenuje tudi rumilica. Posamezen znak v pisavi se imenuje sarat. Sarati je služil tudi kot podlaga za bolj razširjeno pisavo tengvar. Od ostalih Tolkienovih pisav (tengvar in kirt) se sarati razlikuje predvsem po tem, da je večinoma pisan v stolpcih od zgoraj navzdol; stolpci pa si sledijo od leve proti desni.
Sarati je glasovna pisava; vsak sarat predstavlja glas v govorjenem jeziku. Znaki so veliko tesneje povezani z določenimi zvoki kot v tengvarski pisavi. Obstajajo sarati za skoraj vse možne glasove. Ne brez razloga je v enem od virov pisava imenovana "univerzalni abecedni sistem Eldarin" [R15]. Nobeno besedilo sarati ne izkorišča celotnega razpona možnih znakov, temveč uporablja podmnožico znakov, ki ustrezajo glasovom zapisanega jezika.
(Zvočne vrednosti so v članku večinoma podane z uporabo mednarodne fonetične abecede.)

## Soglasniki
Rúmil je bil izurjen jezikoslovec, zato je sistem sarati temeljil na jezikoslovnih in glasoslovnih teorijah, veljavnih v času, ko je ustvaril pisavo. V skladu s tradicionalno glasoslovno določitvijo kvenjščine samoglasniki niso veljali za popolne glasove, temveč so imeli vlogo spreminjanja, "barvanja" soglasnikov [FQD]. tako so bili kot pravi sarati zapisani samo soglasniki, samoglasniki pa so bili zapisani kot ločevalna znamenja (beseda tehtar se v virih nikoli ne uporablja kot izraz za znamenja v saratiju). Odvisno od jezika in postavitve glede na sarat se samoglasniško znamenje izgovarja pred ali za soglasnikom. Druge spremembe soglasnikov, ki se običajno izvajajo z znamenji, vključujejo podvojitev zvoka ali označevanje sosednjega /s/ ali predhodnega homorganskega nosnika. več virov navaja, da so se oblike saratov zelo razlikovale [R12, R17]. To se v vzorcih nenehno potrjuje. Dejansko ostaja v vzorcih dosledno uporabljeno le omejeno število znakov, kot je prikazano na spodnji sliki. Celo videz teh znakov se nekoliko razlikuje, saj so v različnih virih uporabljeni različni alografi.
| zaporniki         | p | b | t | d    |
| priporniki        | f | v | h |      |
| nosniki           | m | n |   |      |
| drsniki           | w | ʍ | j | j̊, ç |
| "tekoči" (liquid) | r | l | ʀ | ʟ    |

- Opozoriti je treba, da je vire za Sarati Tolkien pisal več desetletij, med katerimi je nenehno razvijal pisavo. Ni vedno lahko ugotoviti, v kolikšni meri spremembe predstavljajo spremembe v zasnovi pisave Sarati in kdaj preprosto potrjujejo veliko raznolikost, ki je bila del pisave.

V naših vzorcih angleških besedil, napisanih s pisavo Sarati, je sarat za r vedno uporabljen tam, kjer bi se pojavila rimska črka R, ne glede na to, kako se ta zvok izgovarja v sodobni angleščini. Tako ga najdemo v their in through (v zgodnji obliki), care in great (v glasovni obliki), earth in bread (v pozni obliki). 

## Samoglasniki
Raba samoglasniških ločilnih znamenj je na splošno dosledna, odstopanja so običajno omejena na zamenjavo znamenj med podobnimi glasovi. Spodnja slika povzema najpogostejše samoglasniška znamenja in njihove vrednosti.
Saratijska samoglasniška znamenja:
Samoglasniška znamenja so vedno obrnjena z isto stranjo proti saratiju, na katerega so pritrjeni. Zgornja slika prikazuje značilno obliko znamenj, ko so postavljena levo od sarata. Kadar so postavljeni desno od sarata, je njihova oblika obrnjena ali "zrcalna".
Kadar predstavljajo samoglasnik brez sosednjega soglasnika, so samoglasniška znamenja postavljena na nosilec. Ta je običajno v obliki ravne črte, vzporedne s smerjo pisanja ali pravokotne nanjo. Dolgi samoglasniki so včasih označeni tako, da so postavljeni na posebne nosilce, pogosto pa so samoglasniški diakritični znaki namesto tega podvojeni. V FQD izvemo, da je bil pred Feanorovim časom nosilec samoglasnika v obliki kratke ravne črte izpeljan iz sarata, ki je prej predstavljal protoeldarinski glasovni mehkonebni pripornik [ɣ]. Domnevali so, da so v kvenjščini vsi samoglasniki brez predhodnega soglasnika nekoč sledili soglasniku, ki je v razvoju jezika izginil; zveneči mehkonebni pripornik je bil eden od teh soglasnikov. V jeziku je obstajal v času protoeldarinščine, vendar je kasneje z razvojem kvenjščine izginil. Kjer se v naših vzorcih dejansko pojavlja naglašeni mehkonebni pripornik, ga predstavlja izrazito drugačen sarat.

## Ločila
Uporaba ločil je v pisanju Saratija redka. Čeprav so v opisih pisnega sistema omenjena številna ločila, sta v dejanskih besedilih uporabljena le dve (eno se pojavi enkrat, drugo dvakrat). Zdi se, da obe ustrezata piki rimske abecede. Prvo sta dve piki, po ena na vsaki strani črte. Druga je enaka prvi, le da sta piki podvojeni.

## Načini
Obstaja več načinov pisanja, saj tudi Tolkien sam ni bil zvest le enemu načinu, ampak je skozi svoje življenje pisavo spreminjal in razširjal. Seveda je odvisno, kateri jezik je s pisavo zapisan, saj se glasovi posameznih jezikov razlikujejo. V postopku za pisanje vilinskega jezika kvenje je na primer izpuščeno pisanje samoglasnika »a«, ker je to najpogostejši samoglasnik v tem jeziku. To pomeni, da je ta oblika pisave sarati abugida z neločljivo povezanim samoglasnikom »a«.

## Smeri pisanja
Po podatkih R17 je bil Sarati "prvotno napisan od desne proti levi ali izmenično od desne proti levi, od leve proti desni, začenši z desne. V knjigah in kurzivni obliki pa se je običajno pisal od zgoraj navzdol, začenši v zgornjem desnem kotu, čeprav se je pojavljalo tudi pisanje od desne proti levi čez. "Večina vzorcev je napisana od zgoraj navzdol, vendar se večina besedil, ki so sestavljena iz več kot ene vrstice, dejansko začne v zgornjem levem kotu in ne v desnem. Obstaja tudi nekaj vzorcev, ki so napisani vodoravno od leve proti desni, tako kot rimska abeceda. tako so potrjene naslednje smeri pisanja (v oklepajih so navedena sklicevanja na dejanske vzorce):
- od desne proti levi [R17, RV1b].
- izmenično od desne proti levi, od leve proti desni
- od leve proti desni [R16, R19b, R21]
- od zgoraj navzdol, začenši z desne [R17]
- od zgoraj navzdol, z začetkom na levi [R1, R2, R20, R22, RV1a]

Eldarji so bili dvoročni, zato so lahko enako dobro pisali z obema rokama. Pri pisanju od desne proti levi so uporabljali levo roko, pri pisanju od leve proti desni pa desno, da ne bi prekrili tistega, kar so pravkar napisali z roko. [EHFN]

## Poravnava
Naslednji splošni opis, kot ga najdemo v R17, je skladen z mnogimi vzorčnimi dokumenti:
- V knjižni rabi so bile vse črke razporejene tako, da so bile oblikovane kot obešanke na letvici. Ta črta je bila nato neprekinjeno urejena ali narisana in soglasniški znaki so bili zapisani desno (ali pod črto), samoglasniški znaki pa levo (ali nad črto). [R17]

V precejšnjem številu vzorcev je črta izpuščena [R1, R16, R20, R22, R23, RV1a], v nekaterih od teh pa so ločena besedila, v katerih je črta na mestu. Ni jasno, ali ti primeri kažejo na nasprotje med "knjižno rabo" in drugo rabo. v nekaj kratkih, okvirnih besedilih so sarati poravnani levo od črte [R20, R22]. V dveh drugih besedilih, v obeh je zapisano ime profesorja Tolkiena, so sarati zrcalno postavljeni okoli črte (enkrat izpuščeni) [R22, R23]. V zadnjem primeru so tudi samoglasniška ločilna znamenja zrcalno obrnjeni, nameščeni ob spodnjem robu saratija.
Ne glede na smer pisanja je vsak sarat vedno obrnjen z isto stranjo proti naslednji črki. To pomeni, da so pri pisanju z leve proti desni sarati zrcalno obrnjeni v primerjavi s pisanjem z desne proti levi. Sarati so na črto vedno pritrjeni na istem koncu. Zato ni praktično govoriti o desnem, levem, zgornjem ali spodnjem delu sarati, saj se ti spreminjajo glede na smer pisanja in poravnavo.
Tu bodo zato poimenovani kot sprednji, zadnji, zgornji in spodnji del sarata, pri čemer je sprednji del stran, obrnjena proti naslednjemu sarati v smeri branja, zgornji del pa je konec, ki je vedno pritrjen na črto. opazna izjema od tega je tako imenovana "gnomska raba" [R21]. Tu so črke zapisane od leve proti desni z ločilnimi znamenji za samoglasnike zgoraj, sarati pa so nagnjeni, kot da bi pisali navpično.
V vzorcih Saratija na tej strani je smer pisanja vedno od zgoraj navzdol, razen če je namen vzorca posebej ponazoriti kaj drugega.

## Vrednotenjasaratov(načini)
Obstaja več načinov/sistemov pisanja, saj tudi Tolkien sam ni bil zvest le enemu načinu, ampak je skozi svoje življenje pisavo spreminjal in razširjal. Seveda je odvisno, kateri jezik je s pisavo zapisan, saj se glasovi posameznih jezikov razlikujejo. Torej gre za različno ujemanje saratov z glasovnimi vrednostmi glede na jezik. V načainu za pisanje vilinskega jezika kvenje je na primer izpuščeno pisanje samoglasnika »a«, ker je to najpogostejši samoglasnik v tem jeziku. To pomeni, da je ta oblika pisave sarati abugida z neločljivo povezanim samoglasnikom »a«.
V nadaljevanju so v grobem razvrščena različni načini uporabe Saratija. Znotraj vsake od teh načinov je nekaj razlik, vendar se zdi, da so razlike v primerjavi z vzorci drugih načinov pomembnejše. Kljub temu so nekatere od teh delitev sporne. Imena načina v "oglatih oklepajih" so nova iznajdba. Preostala so Tolkienova.
Izraz vrednotenje (ang. valuation) se pojavi v R12, kjer je tabela znakov opisana kot "splošno vrednotenje črk". Ta izraz je nekoliko ustreznejši, saj način (ang. mode) ni nikoli uporabljen v kontekstu Saratija; in ker obstajajo pomembne temeljne razlike med vrednotenjem Saratija in načinom Tengvarja. Najočitnejša razlika je verjetno ta, da spremembe med vrednotenji običajno predstavljajo spremembe v času, medtem ko so razlike med tengvarskimi načini prilagoditve, ki lahko soobstajajo v istem časovnem okviru.

### Pozna oblika
- Značilnosti: k-oblika.
- Vzorčni jezik: angleščina
- Vzorci: R22, R23

To vrednotenje se nahaja v dveh dokumentih. Prvi [R22] vsebuje dve besedili v angleščini, eno s  sarati, nameščenimi na glavno črto, druga je brez črte. V drugem [R23] je Tolkienovo ime zapisano dvakrat. verjetno sta bili napisani nekaj let pred objavo Hobita in sta zadnji daljši besedili, ki ju je Tolkien napisal s sarati. Kot taka predstavljajo njegovo "zadnjo besedo" o večini vidikov pisalnega sistema. Ni presenetljivo, da to vrednotenje kaže večjo sorodnost s Tengvarjem kot katera koli druga pisava, razvita iz saratija.

#### Soglasniki
Poslednja oblika uporablja soglasniške znake, ki so prikazani na spodnji sliki. Pod vsakim saratom je zapisana beseda, za katero je bil sarat uporabljen (v R22 ali R23). Črke, ki ustrezajo vsakemu saratu, so podčrtane. Sarata /ʒ/ in /hw/ nista potrjena.
| zaporniki         | /p/         | /b/         | /t/         | /d/        | /k/ | /ɡ/ |     |     |     |
| sičniški zlitniki | /t͡ʃ/        | /d͡ʒ/        |             |            |     |     |     |     |     |
| priporniki        | /f/         | /v/         | /θ/ (thing) | /ð/ (they) | /s/ | /z/ | /ʃ/ | /ʒ/ | /h/ |
| nosniki           | /m/         | /n/         | /ŋ/ (angel) |            |     |     |     |     |     |
| drsniki           | /w/ (vbiti) | /hw/ (what) | /j/         |            |     |     |     |     |     |
| "tekoči" (liquid) | /r/         | /l/         |             |            |     |     |     |     |     |

##### Spremembe soglasnikov
Pozna oblika uporablja ločilna znamenja za označevanje predhodnega nosnika, sosednjega [s] in sosednjega [z].
Predhodni nosnik je označen z valovito črto na vrhu sarata. Pozna oblika potrjuje le, da znamenje označuje predhodni n pred d in t, vendar druga vrednotenja kažejo, da lahko označuje kateri koli homorganski nosnik (to je n pred d ali t, m pred b ali p in ng [ŋ] pred g ali k.) Beseda in je vedno zapisana kot nosni d.
Sosednji [s] se označi tako, da se saratu doda lok. Postavitev loke je precej svobodna, vendar se lok, pritrjen zadaj, izgovarja pred sarat, pritrjen spredaj pa se izgovarja za njim.
Sosednji [z] je označen z dvema kratkima, vzporednima črtama, ki sta pritrjeni na sarat. Za pritrditev veljajo enaka pravila kot za zgoraj navedeni diakritični znak [s].

#### Samoglasniki
Samoglasniško ločilno znamenje, ki se uporabljajo v pozni obliki, so prikazani na spodnji sliki. Vedno so nameščeni na vrhu sarata, razen znamenja za poglasnik /ə/, ki je vedno nameščen na dnu. Samoglasnik se vedno izgovarja pred soglasnikom, na katerega je vezan. Izjema je beseda the, ki se dosledno piše, kot da je samoglasnik pred soglasnikom (kar omogoča, da se beseda zapiše z enim samoglasnikom sarat).
Kot je razvidno iz zgornje slike, za dolge e, æ, a in polglasnik ni nobenih oznak. Morda nobeden od teh znakov ni nujno potreben za zapisovanje angleščine. nenaglašeni samoglasniki, ki se v angleščini običajno izgovarjajo kot polglasnik, se v pisavi Sarati pogosto, vendar nedosledno, ne upoštevajo. V virih je na primer beseda kingdom vedno zapisana z znamenjem za polglasnik, ki označuje izgovor končnega o, medtem ko je v besedi heaven zadnji e sistematično izpuščen.
Kratki nosilec  v pozni obliki ima obliko kratke črtice, ki poteka vzporedno s črto. Dolgi nosilec se ne uporablja.

### Glasovna oblika
- Značilnosti: k-oblika.
- Vzorčni jeziki:
  - angleščina (R10, R11, R16, R18, R19, R20, R21)
  - srednja angleščina (R19, R20)
  - Goldogrin (R10, R21)

- Vzorci: R9, R10, R11, R12, R13, R14, R16, R17b, R18, R19, R20, R21, RV1

Glasovna oblika se ponaša z večjim številom vzorčnih dokumentov kot katero koli drugo vrednotenje. Od teh dokumentov so le trije dejanska besedila Sarati (R20, R21, RV1): vsi ostali so opisi pisave, med katerimi prevladujejo seznami Sarati in njihovih glasovnih vrednosti. V nekaterih opisih je navedenih tudi nekaj posameznih besed ali kratkih fraz, zapisanih s Sarati (R9, R10, R11, R16, R18, R19).
Nekaj dokumentov vsebuje najbolj podrobne in izdelane Tolkienove opise Saratija (R14, R17b, R18), v katerih je navedeno veliko število oznak, ki niso potrebne za predstavitev angleških glasov. Posledično je veliko tujih znakov mogoče najti le na teh seznamih, ne pa tudi v dejanskih besedilih.
Glasovno obliko lahko razdelimo na tri različice glede na uporabo določenih oznak za določene glasove.
- Prvo različico najdemo v R9 do R16 in R20 do R21. Tem dokumentom je skupna porazdelitev samoglasniških ločilnih znamenj ter posebnih saratov za [kw], [gw] in dvoglasnike ([φ] in [β]). Najstarejši dokumenti so iz leta 1921, najnovejši pa iz leta 1924 ali pozneje. Zdi se jasno, da je prva različica nastala pred ostalima dvema.
- Drugo različico najdemo v RV1. Ta različica se od prve razlikuje po tem, da so nekaterim črkam dodeljene vrednosti, ki jih najdemo v starejših vrednotenjih, kot je zgodnja oblika (zlasti sarat za zadlesnični pripornik [ʃ]), medtem ko nekateri sarati napovedujejo njihovo uporabo v pozni obliki (za [s], [z] in [ŋ]). Zunanji dokazi jasno kažejo, da je bil ta dokument napisan ne prej kot leta 1923, čeprav ni povsem jasno, v kakšni časovni povezavi je z dokumenti drugih različic.
- Tretjo različico najdemo v dokumentih R17b in R18. V prvem od njiju je uporabljeno ime "glasovna oblika" v nasprotju z "uporabo v Kvenji", opisano v istem dokumentu. To različico odlikujejo posebne črke za [kw], [gw] in dvoustnične pripornike ter edinstvena razporeditev samoglasniških ločilnih znamenj. Dokumenti te različice se razlikujejo tudi po tem, da so zelo skrbno izdelani in so bili zelo malo popravljeni ali popravljeni, medtem ko so dokumenti prve različice pogosto bolj grobo izdelani in so bili do neke mere popravljeni. Oba dokumenta tretje vrste sta iz leta 1924 ali pozneje.

Verjetno je za namene tega opisa, tretja različica najbolj jasna različica glasovne oblike.

#### Soglasniki
Črke, uporabljene v glasovni obliki, so prikazane na 1. tabeli spodaj.
- V zgornjem levem kotu vsake celice je zapisana glasovna vrednost v skladu z mednarodno glasoslovno abecedo. Na njeni desni strani je naveden najpogosteje uporabljeni ustrezni sarat ali tisti, ki se uporablja v tretji različici. Za bolj nenavadne oblike ali redko potrjene glasove so v oklepajih podani sklici. Beseda alt označuje, da je sarat naveden kot neobvezna oblika različice. Beseda final označuje, da je sarat uporabljen v končnem položaju besede. Beseda error? označuje morebitno Tolkienovo napako. Puščica, ki kaže na glasovno oznako, pomeni, da je sarat potrjen tudi za ta glas. Raba saratov, ki nedvomno sodi izključno k različici 1, je prikazana na sivem ozadju. Rabe, ki jih najdemo samo v različici 2, so prikazane s črtkano obrobo.

zaporniki:
nesičniški priporniki:
sičniki:
nosniki:
polsamoglasniki ali drsniki:
liquidi:
zlitniki:

##### Spremembe soglasnikov
Glasovna oblika uporablja ločilna znamenja za označevanje dvojnega ali dolgega soglasnika, predhodnega nosnika in sosednjega [s] ali [z].
| ali |   |
| t   | s |

Dvojni ali dolgi soglasnik je označen z dvema pikama ali kratkimi črticami na dnu sarata. (V R18 je znamenje nejasno, in čeprav jo je mogoče razlagati kot dvojno piko, napisano v naglici, so možne tudi druge razlage). Upoštevati je treba, da je to znamenje enako znamenju za samoglasnik [e] ali [i], ki se lahko v nekaterih okoliščinah zapiše na dnu sarata (glej nadaljnje poglavje Samoglasniki spodaj).
|          | ali |
| d        | did |
| (R10-11) |     |

V R10 in R11 je dvojni soglasnik označen z ravno črto, ki poteka vzporedno s črto, bodisi na vrhu bodisi na dnu sarata. V skladu s tem sistemom je mogoče samoglasnik med dvema soglasnikoma označiti tako, da se samoglasnik postavi med sarat in podvojitveno črto. V tretji različici se za označevanje dolgih samoglasnikov uporablja enako znamenje.
|    |    |
| mp | nt |

Predhodni homorganski nosnik (tj. [m] pred [p] ali [b], [n] pred [t] ali [d] in [ŋ] pred [k] ali [g]) je označen z diakritičnim znakom v obliki skodelice, nameščenim na dnu sarata. predhodni [s] ali [z] je označen s črto, pritrjenimo na zadnji strani sarata.
V tretji različici je predhodni [s] ali [z] označen z dvojnimi črticami na hrbtni strani sarata. Naslednji [s] ali [z] je označen z lokom na sprednji strani sarata.
V prvi in drugi različici se za [s] in [z] uporabljajo ločilna znamenja različnega videza, kot je prikazano spodaj.

#### Samoglasniki
| 1 2 (3) |                            |  | 2 1 |            |
|         | (R10, 11, 16, 18, 20, RV1) |  |     | (R19, RV1) |

Samoglasniki so v glasovni obliki, ki jo predstavljajo ločilna znamenja, prikazana na spodnji sliki. V skladu z R17 glasovna oblika dovoljuje, da se samoglasniška znamenja postavijo na vrh predhodnega ali naslednjega soglasnika "glede na različne rabe". V veliki večini vzorcev pa so samoglasniki postavljeni na naslednji soglasnik. Le v R19 (in občasno v RV1) je samoglasniško znamenje postavljeno na vrh predhodnega sarata. V R20 so znamenja lahko postavljena tudi na dno sarata; ti se nato izgovarjajo za soglasnikom.
- Rabe znamenj, ki pripadajo posebej prvi ali drugi različici, so podane na sivem ozadju. Puščica, ki kaže na glasoslovni znak, pomeni, da je znamenje potrjeno tudi za ta samoglasnik.

Kot je razvidno iz zgornje slike, ima R11 večje število znamenj za razlikovanje med odprto-srednjo in zaprto-srednjo izgovarjavo e in o.
|                |  |                     |
| (R11,13,17,18) |  | (R14,20) tudi (R17) |

Samoglasniki, ki nimajo soglasniškega znaka na želenem mestu, so lahko postavljeni na vrh (ali občasno na dno) kratkega nosilca, ki je v obliki kratke ravne črte. V glasovni obliki je ta črta običajno vzporedna s črto, ki sledi smeri pisanja. V nekaj dokumentih pa je nosilec naveden pravokotno na smer pisanja. V R17 je to podano kot možnost poleg običajne oblike.
V angleških besedilih sarati kratki nenaglašeni samoglasniki (običajno izgovorjeni kot polglasnik [ə]) pogosto niso izpisani. Prav tako je samoglasnik običajno izpuščen v nekaj pogostih enozložnih besedah, kot so and (tudi v srednjeangleškem besedilu R20), the, at, of, are, is. Glede na opis v R17 obstajajo različice glasovne oblike, kjer je določen samoglasnik, običajno [a] ali [ə], "po rabi vsebovan v soglasniku". V takih različicah je soglasnik brez samoglasnika označen s piko na dnu sarata. Vendar ni znanih nobenih besedilnih primerov (vendar prim. rabo v Kvenji in običajni način v Tengvarju).

##### Dolgi samoglasniki
- Rabe ločilnih znamenj, ki pripadajo posebej prvi ali drugi različici, so podane na sivem ozadju.

Dolgi samoglasniki so zapisani, kot je prikazano na zgornji sliki. Kot je razvidno, je glavni način označevanja dolgega samoglasnika v tretji različici ta, da se na vrhu sarata postavi ravna črta (v R11 se enako ločilno znamenje uporablja za označevanje ponovljenega soglasnika).
Prva in druga različica predstavljata druge načine označevanja samoglasnika kot dolgega. Dolgi [i:] in [u:] je označen z znamenjem na saratu za [j] in [w]. Kot nosilec dolgega samoglasnika se pogosto uporablja tudi sarat za [h].
Drug način je podvojitev samoglasniškega znamenja: kadar je v rabi, da se samoglasniško znamenje postavi na vrh naslednjega soglasnika, se samoglasnik ponovi na dnu predhodnega soglasnika [R20]. Kadar se samoglasniško znamenje zapiše na vrhu predhodnega soglasnika, bi se drugo znamenje morda lahko dodalo na dnu istega sarata, čeprav za to nimamo primerov. Upoštevajte, da je znamenje z dvojno piko, ki označuje [e] ali [i], enako znamenju, ki se uporablja za označevanje dolgih soglasnikov in je vedno zapisan na dnu saratov.
Vsi ti načini označevanja dolgih samoglasnikov se pojavljajo tudi v zgodnejših ali poznejših vrednotenjih, nekateri pa v obeh (primerjaj s Zgodnjo in Pozno obliko).
V R14 je opisan poseben sistem samoglasnikov za angleščino. Ker je opis nekoliko težko razumljiv in tudi nepopoln, se v tej predstavitvi zaenkrat ni upošteval. Dovolj je, če povemo, da se nekateri dolgi samoglasniki razlikujejo tako, da se sarati za zadnji [r] in [l] uporabljajo kot nosilci samoglasnikov.

##### Dvoglasniki
Dvoglasniki so v glasovni obliki zapisani na dva različna načina. Pri padajočih, zaključnih dvoglasnikih je lahko prvi del zapisan s samoglasniškim ločilnim znamenjem, drugi pa s saratom, ki predstavlja polglasnik - sprednji samoglasnik [ɪ] je zapisan z enakim saratom kot [j], zadnji samoglasnik [ʊ] pa z enakim saratom kot [w].
Drugi način je zapis dvoglasnika kot dva zaporedna samoglasnika. To je edini potrjeni način pisanja središčnih dvoglasnikov. V opisu v R18 je prvi samoglasnik zapisan na vrhu nosilca, drugi pa na dnu istega nosilca. V prejšnjih opisih (ki pripadajo prvi različici) je nakazano, da je tam, kjer so samoglasniška znamenja postavljena na vrh naslednjega soglasnika, prvi samoglasnik v dvoglasniku zapisan na dnu predhodnega sarata. V nobenem od znanih dejanskih besedil dvoglasniki niso navedeni na ta način. V srednjeangleškem besedilu R20 sta obi samoglasniški znamenji postavljeni na vrh sarata, pri čemer je prvi samoglasnik na koncu.
V R10 in R11 je zvočno zaporedje [ɪu] (kot u v angleški rabi) zapisano z znamenjem, ki združuje znak za [u] z zrcalno različico sarata za [j]. potrjene načine zapisa dvglasnikov povzema spodnja slika

### Kvenjska raba
- (Prilagojena podskupina glasovne oblike)
- Vzorčni jezik: Kvenja
- Vzorci: R15, R17a, R17c

Glavni vir tega vrednotenja je R17, kjer se imenuje "Quenya usage of the Rúmilian symbols and alphabet". Tam je opisana kot "Posebna uporaba v Kvenji" v nasprotju z "Glasovno obliko, opisano v istem dokumentu.
V R15 je podan podoben sistem. V primerjavi z R17 so v tem viru za nekaj črk podane različne glasovne vrednosti, medtem ko drugih črk sploh ni. Tu je predstavljeno vrednotenje navedeno kot "izbor iz univerzalnega abecednega sistema Eldarin - 'Rúmilica'". Zunanji in notranji dokazi kažejo, da je bil R15 sestavljen nekoliko prej kot R17. V tem opisu velja R17 za najbolj "čisto" različico rabe Kvenje, rabe, ki jih najdemo samo v R15, pa so prikazane v drugi vrstici v celici (ter so podčrtane).
Ko so ti dokumenti nastali (v dvajsetih letih 20. stoletja), je Tolkien za svoj jezik Visokih vilinov uporabljal nekoliko drugačen pravopis kot pozneje v življenju. Glas [kw] je bil na primer zapisan kot q in ne qu, kot je zapisano v Gospodarju prstanov in poznejših spisih. V tem dokumentu sem se odločil za uporabo pravopisa iz Gospodarja prstanov, čeprav "Kvenjska raba" pravilomo spada v zgodnejšo fazo razvoja Tolkienove mitologije.

#### Soglasniki
V kvenjski rabi se uporabljajo soglasniški znaki, ki so prikazani na spodnji sliki.
- Puščica, ki kaže na črko, pomeni, da je sarat potrjen tudi za ta glas.

| p        | t         | ty           | c         | qu qu        |
| mb mb (b | nd nd (d) | ndy ndy (dy) | ng ng (g) | ngw ngw (gw) |
| f        | s s →ht   | hy           | h         | hw           |
| v        | r         | y            | l         | w            |
| m        | n         | ny           | ñ [ŋ]     | nw           |
| mp       | nt        | nty →ss      | nc        | nqu          |
| ts       | st        | sty          | x (ks)    | ss ss →nty   |
|          | ht →s     | hty          |           |              |

- Upoštevati je treba, da je znak, ki je tukaj zapisan kot h (), v R17 zapisan kot hw. To je uredniška napaka, kot je navedeno v Errata for Parma Eldalamberon.

V skladu z R15 črke za mb, nd, ndy, ng, ngw predstavljajo te glasovne vrednosti le, kadar so "zapisane same", tj. kadar pred njimi ni neposredno drugega soglasnika. Kadar so črke zapisane kot del skupka soglasnikov, dobijo krajše vrednosti b, d, dy, g, gw. Ker v sistemu R17 ni črk za skupke v kvenjščini, kot sta ld in rd, tukaj opisan dogovor verjetno velja tudi v tem sistemu.

##### Spremembe soglasnikov
V kvenjski rabi so lahko dolgi soglasniki in sosednji s označeni z ločilnimi znamenji.
|   |   |
| p | n |

Dvojni ali dolgi soglasnik je označen s črtico na dnu sarata. Možno je, da se uporablja tudi dvojna pika, ki jo vidimo v glasovni obliki; v R17 je ob enem primeru uporabljeno znamenje, ki se lahko razlaga kot nerazločna črtica ali kot dve piki, ki se stikata druga z drugo.
Sosednji s je lahko označen z dvojnimi črticami, ki segajo od sarati, tako v R15 in R17. V R15, ki izpušča posebne združene sarate, ki predstavljajo ts, x, st itd., so črtice na hrbtni in sprednji strani sarata, ki predstavljajo predhodni oziroma naslednji s. V tem dokumentu je kot možno znamenje naveden tudi lok, v R17 pa so črtice samo na zadnji strani sarati in se uporabljajo za predhodni s. To je v skladu s tretjo različico glasovne oblike, opisano v istem dokumentu.

##### Samoglasniki
|                |  |                     |
| (R11,13,17,18) |  | (R14,20) tudi (R17) |

Samoglasniška ločilna znamenja, ki se uporabljajo v Kvenjski rabi, so prikazani naspodnji sliki. V skladu z R17 so znamenja vedno postavljena na vrh soglasnikov, ki jim sledijo. Začetni samoglasniki so postavljeni na kratek nosilec, ki je kratka ravna črta, ki je lahko vzporedna s smerjo pisanja ali pravokotna nanjo. v R15 so samoglasniki lahko postavljeni na vrh ali na dno sarati. Samoglasniki, nameščeni na vrhu, se izgovarjajo pred sarati, samoglasniki, nameščeni na dnu, pa se izgovarjajo za njimi.
V skladu z R17 se domneva, da vsakemu saratu sledi samoglasnik a, razen če je s samoglasniškim znamenjem označen drug samoglasnik. Samoglasnik a se izrecno zapiše le, kadar pred njim ni nobenega soglasnika, običajno na začetku besed; takrat je na kratkem nosilcu. Za označitev, da soglasniku ne sledi noben samoglasnik, se na dnu sarata postavi ena pika. (Prim. obravnavo a v jeziku Kvenja v Tengvarju)

###### Dolgi samoglasniki
Dolgi samoglasniki so prikazani na sliki spodaj. Kot je opisano v R17, so dolgi samoglasniki označeni s črtico med saratom in samoglasniškim znamenjem, kar ustreza črtici, ki se uporablja za označevanje dolgih soglasnikov. Ker se pri pisanju običajno izgovarja a, je dolgi á označen samo z znamenjem a, razen na nosilcih, kjer znamenje predstavlja kratek samoglasnik (v tem primeru je dodana črtica).V skladu z R15 se dolgi samoglasniki označujejo na več različnih načinov. Standardni način je podvojitev znamenja, pri čemer se prvo znamenje postavi na dno predhodnega soglasnika, drugi pa na vrh naslednjega. Vendar pa se dolga ó in ú "običajno" označujeta z dvojnim znamenjem na vrhu naslednjega soglasnika. Poleg tega lahko dolgi í zapišemo kot iy, dolgi ú kot uw, é, á, ó pa kot eh, ah, oh. Ta zadnji sistem je običajen v enozložnicah in "obvezen" za í, é, á; v daljših besedah pa velja za "starinskega".

###### Dvoglasniki
Dvoglasniki v kvenjščini so iu, eu, au, ai, oi, ui. V Kvenjski rabi se u obravnava kot w, i pa kot y, kadar sta drugi element v dvoglasnikih. Sicer pa se uporabljajo standardni dogovori posameznih dokumentov.

### "Oblika iz Tolkienovega dnevnika"
- Značilnosti: k-oblika.
- Vzorčni jezik: angleščina
- Vzorci: R7, R8

Po poroki in zaposlitvi kot pomočnik pri Oxfordskem angleškem slovarju (OED) je Tolkien začel pisati svoj dnevnik, ki ga je pisal izključno z "Rúmilico". Ta je opisana kot pisava, ki je videti kot "mešanica hebrejščine, grščine in Pitmanovega hitropisa/stenografije".

### Zgodnja oblika
- Značilnosti: k-oblika.
- Vzorčni jezik: angleščina
- Vzorci: R1, R2

To vrednotenje se uporablja v nekaterih zgodnjih besedilih Saratija, morda v najzgodnejših. Zato je to najstarejša znana oblika pisave.

#### Soglasniki
Slika spodaj prikazuje glasovne vrednosti posameznih saratov (glasovne vrednosti so navedene v skladu z mednarodno fonetično abecedo) Pod vsakim saratom je zapisana beseda, za katero je bil sarat uporabljen (v R1 ali R2). Rimske črke, ki ustrezajo vsakemu saratu, so podčrtane. Sarati, označeni s sivo barvo, niso potrjeni. Kadar je za en glas prikazanih več saratov, gre za zamenljive oblike. Bližnjica sarat za /st/ ni obvezna. Podvojeni ali dolgi soglasniki se ne razlikujejo.
Kadar sledita drugemu soglasniku, zlasti na koncu besed, sta lahko glasova [s] in [z] označena z ločilnimi znamenji. Postavljeni so na dnu ali na sprednji strani predhodnega sarata, včasih (v primeru [s]) pa so povezani z zadnjim lokom sarata, če je ta z njim opremljen.

#### Samoglasniki
Samoglasniška znamenja so navedena na spodnji sliki. Znamenja so nameščena na vrhu ali na dnu sarata. Če so na vrhu, se izgovarjajo pred saratom, če so na dnu, se izgovarjajo za njim. Samoglasniška znamenja so pogosto izpuščena.
Kratki nosilec  v zgodnji obliki ima obliko kratke črtice, ki teče vzporedno z glavno črto. Dolgi samoglasniki so zapisani na več različnih načinov, kot je prikazano na zgornji sliki. Večino samoglasnikov lahko označimo kot dolge tako, da podvojimo znamenje. Dolgi /a/ se običajno piše na dolgem nosilcu, vendar je v enem primeru znamenje namesto tega podvojeno, pri čemer je prvo znamenje postavljeno na dno predhodnega soglasnika, drugi pa na vrh naslednjega. Dolgi /o/ se pogosto piše kot podvojeno znamenje. Označuje se lahko tudi z uporabo posebnega nosilca, čeprav je bil ta nosilec tolamačen kot običajni dolgi nosilec v kombinaciji z znamenjem /o/. Dolgi /u/ se označuje tako, da se znamenje /u/ kombinira s saratom za /w/.